# Boxmania
Le Boxmania est une compétition annuelle de crosse organisée par l'équipe de la crosse de Lille Lacrosse et regroupant des clubs du continent européen.

## Histoire

### Création de la compétition
Installé à Lille, François Labbé, précurseur du crosse en France et fondateur des Spartiates Lille Lacrosse en 2006, organise la première compétition de crosse en France. En effet, en 2009, il n'existe aucun championnat dans l'hexagone par le manque de joueurs et surtout par manque de connaissance de la discipline en France. Le Boxmania est jusqu'en 2013, le seul tournoi de crosse en France. La première édition, accueille seulement 3 participants : les deux équipes françaises de Paris Psychos et Lille Lacrosse ainsi que les Belges de Gand Goblins. Les Parisiens remportent la finale contre les Lillois. La deuxième année, la Boxmania reçoit quatre clubs supplémentaires : les Néerlandais de Tilburg Titans, Crazy Cow Groningen et Den Haag, le club belge de Red Rhinos Mechelen. Lille succède aux Parisiens. L'année suivante, un club supplémentaire rejoint l'aventure, les Tchèques de Pardubice. Ces derniers, très compétitifs, remportent le trophée, arrêtant ainsi deux années de victoires françaises.

### Palmarès par édition
| Numéro   | Édition  | Vainqueur          | Finaliste          | Score    | Nb de spectateurs | Notes    |          |
| Boxmania | Boxmania | Boxmania           | Boxmania           | Boxmania | Boxmania          | Boxmania | Boxmania |
| -------- | -------- | ------------------ | ------------------ | -------- | ----------------- | -------- | -------- |
| 1        | 2009     | Paris Lacrosse (1) | ?                  | ?        | ?                 |          |          |
| 2        | 2010     | Lille Lacrosse (1) | ?                  | ?        | ?                 |          |          |
| 3        | 2011     | LC Pardubice (1)   | ?                  | ?        | ?                 |          |          |
| 4        | 2012     | LC Pardubice (2)   | Amsterdam-Tilburgh | 13-2     | ?                 | [ 2 ]    |          |
| 5        | 2013     | LC Pardubice (3)   | Islanders          | 5 - 1    | ?                 | ?        |          |
| 6        | 2014     | LC Pardubice (4)   | Dread Lax          | 7 - 3    | ?                 | ?        |          |
| 7        | 2015     | Old Dogs (1)       | LC Pardubice       | 12 - 7   | ?                 | ?        |          |
| 8        | 2016     | LC Pardubice (5)   | Chocolax           | 7 - 5    | ?                 | ?        |          |